# Phyllanthus casticum
Phyllanthus casticum là một loài thực vật có hoa trong họ Diệp hạ châu. Loài này được P.Willemet miêu tả khoa học đầu tiên năm 1796.